# Světový pohár v orientačním běhu 2022
Světový pohár v orientačním běhu v roce 2022 (Orienteering World Cup 2022) byl 27. ročníkem této soutěže. Skládal se z 6 individuálních závodů a 5 štafetových závodů. Události se konaly ve Švédsku, Estonsku a Švýcarsku. Na rozdíl od předchozích let Mistrovství světa v orientačním běhu 2022 v Dánsku nebylo součástí Světového poháru. Místo toho byly Mistrovství Evropy v orientačním běhu 2022 v Estonsku zahrnuty do Světového poháru.  
Kasper Fosser z Norska získal svůj druhý celkový titul v mužské kategorii.  
Tove Alexanderssonová ze Švédska získala svůj osmý celkový titul v ženské kategorii, což potvrdila vítězstvím na střední trati v Davosu.
---

## Program světového poháru 2022
| č. | Datum           | Trať             | Místo             | Vítěz muži           | Vítěz ženy            |
| -- | --------------- | ---------------- | ----------------- | -------------------- | --------------------- |
| 1  | 26. květen 2022 | Sprint           | Borås, Švédsko    | Kasper Harlem Fosser | Tove Alexanderssonová |
| 2  | 28. květen 2022 | Knock-out sprint | Borås, Švédsko    | Matthias Kyburz      | Tove Alexanderssonová |
| 3  | 4. srpen 2022   | Long             | Rakvere, Estonsko | Martin Regborn       | Venla Harjuová        |
| 4  | 6. srpen 2022   | Middle           | Rakvere, Estonsko | Albin Ridefelt       | Simona Aebersoldová   |
| 5  | 2. říjen 2022   | Middle           | Davos, Švýcarsko  | Kasper Harlem Fosser | Tove Alexanderssonová |
| 6  | 3. říjen 2022   | Long             | Davos, Švýcarsko  | Daniel Hubmann       | Simona Aebersoldová   |

---